# PHP-GTK
PHP-GTK je soubor jazykových vazeb pro PHP, který umožňuje psát aplikace v PHP s rozhraním GTK+ GUI.
PHP-GTK poskytuje objektově-orientované rozhraní pro GTK+ pomocí tříd a funkcí. Pomocí PHP-GTK lze vytvářet aplikace pro běžné desktopové užití.

## Historie
PHP-GTK byl původně koncipován Andreiem Zmievskim, který se také aktivně podílí na vývoji PHP a Zend Engine.Tato myšlenka byla velmi dobře přijata PHP komunitou, a další lidé se začali zapojovat do vývoje. James Moore a Steph Fox byli mezi prvními, kteří se připojili a dodnes přispívají velkou mírou na rozvoji PHP-GTK prostřednictvím vytváření dokumentací, a Frank Kromann - taktéž z vývojového týmu PHP - dodal Windows binárky pro projekt PHP-GTK.
První verze PHP-GTK byla vydána v březnu 2001. Další lidé se začali čím dál více zapojovat do vývoje a několik dalších rozšíření přispělo k zavedení nových widgety, například Scintilla a GtkHTML. PHP-GTK 1.0 byl vydán v říjnu 2003 spolu s několika dalšími rozšířeními - včetně Libglade, který umožnil vývoj cross-platformního Glade UI builderu.

## Současnost
PHP-GTK byl rychle přijat PHP komunitou.Byly vyvinuty některé nové aplikace. Zmievski a Fox stále pracují na projektu, s Foxem se nyní snaží udržet kód PHP-GTK pro Windows.V posledních letech se vývoj, jak se zdá značně zpomalil a webové stránky projektu již dlouho přes 2 roky nebyly aktualizovány.
Vývoj se nyní soustředí na příští hlavní verzi PHP-GTK 2. PHP-GTK 2 plně využívá objektovou podporu PHP 5, a přináší lepší přenositelnost GTK 2.6, stejně jako jeho nový soubor widgetů. Projekt má také některé nové rozšíření, jako je GtkSourceView, který poskytuje pomocný zdrojový editor, vedle některých starých oblíbených.
Dokumentace pro PHP-GTK 2 je v současnosti velmi obsáhlá. Na toto téma bylo napsáno několik článků a návodů. Asi polovina všech tříd byla plně zdokumentována. Scott Mattocks, který je aktivním členem PHP-GTK skupiny pro vytváření dokumentace, napsal knihu na téma programování v PHP-GTK .

## Příklad
```
<?php

function
 
pressed
()

{

    
echo
 
"Hello again - The button was pressed!
\n
"
;

}

$window
 
=
 
new
 
GtkWindow
();

$button
 
=
 
new
 
GtkButton
(
'Click Me'
);

$window
->
set_title
(
'Hello World!'
);

$window
->
connect_simple
(
'destroy'
,
 
array
(
'Gtk'
,
 
'main_quit'
));

$button
->
connect_simple
(
'clicked'
,
 
'pressed'
);

$window
->
add
(
$button
);

$window
->
show_all
();

Gtk
::
main
();

?>

```

Tento příklad programu PHP-GTK 2 ukazuje nový objekt GtkWindow (widget) s titulkem "Hello World!", obsahující objekt GtkButton popsaný "Click Me". Když kliknete na tlačítko , zobrazí se na konzoli zpráva "Hello again - The button was pressed!".

## Vývoj
Objevilo se zde také několik nových nástrojů ke snadnému vývoji PHP-GTK aplikací. PHP kompilátory jako je například PriadoBlender a Roadsend PHP (v současnosti kompatibilní pouze s PHP-GTK 1) i přesto že poslední snímek zahrnuje PHP-GTK 2) dovoluje kompilaci aplikací napsaných v PHP-GTK do samostatně spustitelných binárních souborů. Alan Knowles' ze skupiny "PECL", taktéž umožnil kompilaci aplikací do binárních spustitelných souborů za účelem skrytí zdrojových kódů.